# 卡拜瑟曼巴赫河
51°29′06″N 7°10′33″E / 51.485003°N 7.175706°E
卡拜瑟曼巴赫河（德語：Kabeisemannsbach），是德國的河流，位於該國西部，處於北萊茵-威斯特法倫州，該河流屬於戈爾德哈姆巴赫河的支流，河道全長1.3公里。